# آرمن گریگوریان (سیاستمدار)
آرمن گریگوریان (ارمنی: Արմեն Գրիգորյան؛ زادهٔ ۲۵ دسامبر ۱۹۸۳ در مارتونی، جمهوری آرتساخ) سیاست‌مدار اهل ارمنستان است که از تاریخ ۱۷ مه ۲۰۱۸ سمت دبیر شورای امنیت ملی جمهوری ارمنستان را برعهده دارد.